# Sarmizegetusa Regia
Sarmizegetusa Regia era il più importante centro dell'antica Dacia, in senso militare, religioso e politico, a partire dal re Burebista, attorno alla metà del I secolo a.C.

## Storia e descrizione
Eretta in cima ad una rupe alta 1200 metri, la fortezza era il nucleo del sistema strategico di difesa nei Monti Orăștie, in Romania, che comprendeva sei cittadelle, e si trova nei pressi della moderna cittadina di Hațeg.
La capitale dei Daci copriva un'area di 9 ettari, di cui 3 ettari erano costituiti dalla sola Acropoli. Fu l'oppidum più industrializzato, tra i centri politici e religiosi europei dell'età preistorica. La cinta muraria era formata da massicci blocchi di pietra (murus dacicus), era edificato su cinque differenti terrazzamenti. Sarmizegetusa aveva anche un distretto sacro, uno dei più importanti e grandi santuari daci.
I civili vivevano attorno alla fortezza, sotto le montagne in terrazzamenti artificiali. La nobiltà dacica aveva acqua corrente, portata attraverso tubi di ceramica nelle loro residenze. Le scoperte archeologiche nel sito mostrano che la società dacica godeva di un alto tenore di vita, per l'epoca.
Sarmizegetusa Regia è stato il maggior insediamento della Dacia pre-romana. Il sito nacque agli inizi del I secolo a.C. come luogo sacro, con la presenza delle prime strutture religiose. Con l'andar del tempo, intorno alla metà del I secolo a.C., grazie alle ricche miniere di ferro si ebbe lo sviluppo del centro religioso e dell'abitato, dovuto alla fiorente economia. Lo sfruttamento delle risorse di ferro trasformò Sarmizegetusa Regia in uno dei più importanti centri metallurgici dell'Europa centrale del I secolo a.C.
L'area sacra era costituita da due templi circolari, un grande altare circolare in andesite (con canaletta di scolo) ed altri cinque templi a pianta quadrangolare. Il grande tempio circolare: la base del perimetro era costituita da una doppia fila di blocchi e pilastri in andesite. Le pareti erano costituite da pali di legno rivestiti di argilla che sostenevano un muro con quattro ingressi simmetrici. Al centro si apriva una stanza absidata ed orientata secondo i solstizi. Il tetto aveva forma conica. Il grande tempio circolare venne dedicato probabilmente alla divinità più importante del pantheon dacico e dominava l'intera area sacra di Sarmizegetusa Regia per la sua eccezionale struttura. Venne incendiato dai Romani durante la presa della città nel 106 d.C. Il grande tempio di calcare: il tempio più antico sorge nella parte più a sud dell'area sacra. Venne edificato probabilmente durante il periodo del re Burebista (82-44 a.C.) con colonne di legno sostenute da blocchi di calcare. In seguito venne ampliato in dimensioni maggiori, con 60 colonne di legno su grandi plinti di calcare. Dell'ultima fase rimangono soltanto i pilastri di andesite, che ne delimitano il perimetro, e sette plinti.

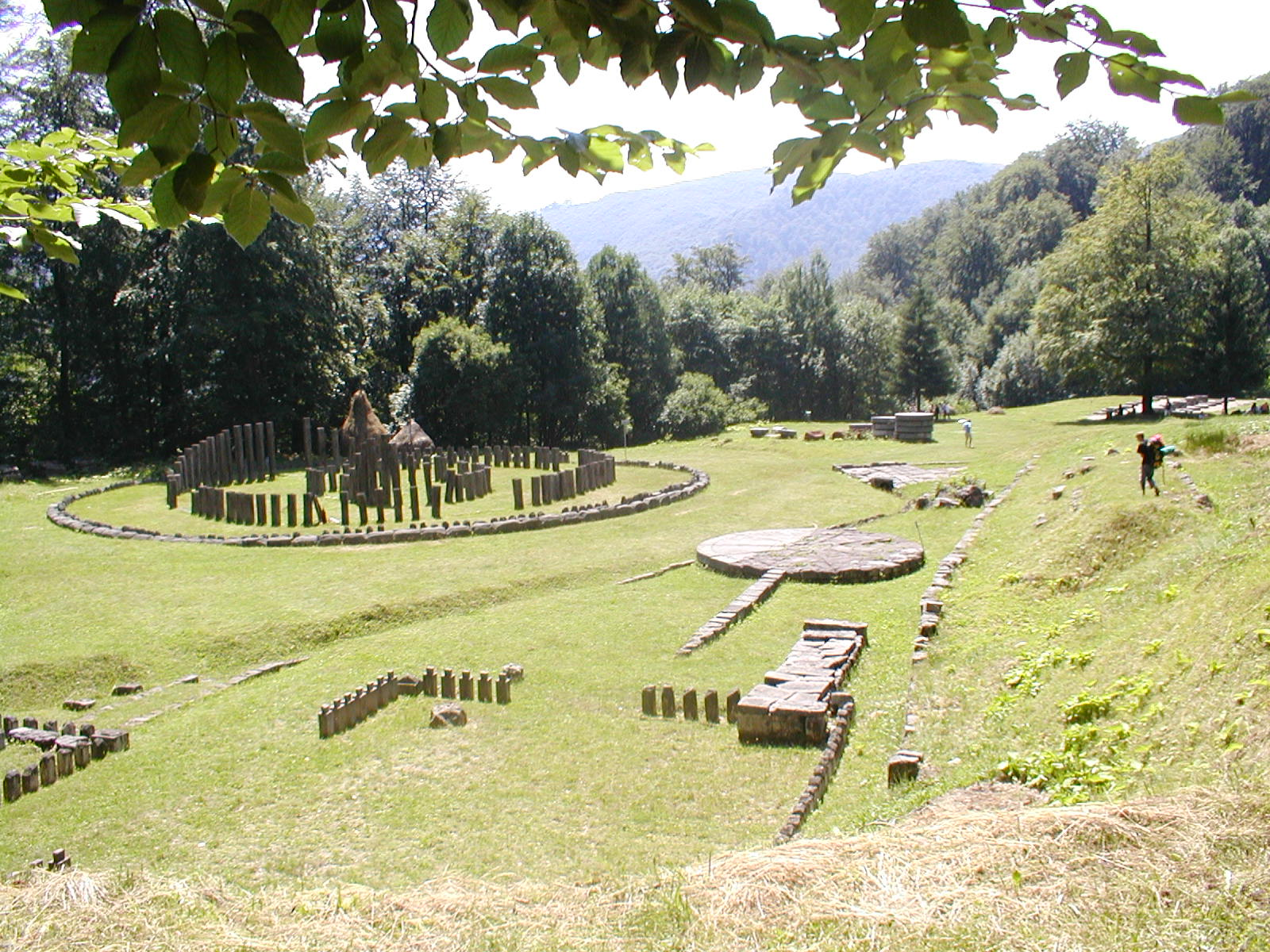
Il tempio di Sarmizegetusa

La capitale dacica raggiunse il suo apice sotto Decebalo, il re dei Daci sconfitto in due campagne militari (101-102 e 105-106), dagli eserciti di Roma, guidati dall'imperatore Traiano. Dopo la sconfitta dei Daci, i conquistatori romani stabilirono una guarnigione militare qui che poteva ospitare due legioni, mantenendo al suo interno un presidio militare. Poi, la capitale della Dacia Romana fu stabilita a 50 km dalle rovine dell'antica capitale e chiamata Colonia Ulpia Traiana Augusta Dacica Sarmizegetusa.
Tutte le sei fortezze, Sarmizegetusa Regia, Luncani - Piatra Roșie, Costești - Blidaru, Costești - Cetățuie, Căpâlna e Bănița, che formavano il sistema difensivo di Decebalo, fanno parte del patrimonio Mondiale dell'UNESCO.
Sarmizegetusa è anche il nome di un comune nella moderna Romania, nella depressione di Tara Hategului, distretto di Hunedoara, dove si trovano le rovine di Colonia Ulpia Traiana Augusta Dacica Sarmizegetusa.